# Stade Escutary
Le stade Escutary de Saint-Ouen-l'Aumône est un stade en gazon synthétique consacré au football américain. Il reçoit les matchs à domicile des Cougars de Saint-Ouen-l'Aumône.
Il a été inauguré le 9 novembre 2008.

## Sources
- Site officiel